# Die Panne
Die Panne é um romance escrito pelo autor suíço Friedrich Dürrenmatt em 1956. A obra foi inicialmente escrita como uma peça radiofónica em 1955 com o título de Die Panne: Eine noch mögliche Geschichte, mas acabou sendo adaptada em prosa quase de imediato. Ganhou o Prémio Veteranos de Guerra Cegos de melhor peça radiofónica e o Prémio Literário do jornal La Tribune de Lausanne.

## Enredo
O livro conta a história de Alfredo Traps, um viajante que após o seu carro quebrar, é convidado para passar a noite na casa de um juiz jubilado. Durante a refeição que Alfredo junta-se com os outros hóspedes, o procurador da República aposentado monta um interrogatório real.

## Adaptações cinematográficas
Em 1972, o realizador Ettore Scola adaptou a história da obra para o cinema, num filme ítalo-francês intitulado La più bella serata della mia vita (título italiano) e La Plus Belle Soirée de ma vie (título francês), protagonizado por Alberto Sordi, Michel Simon e Charles Vanel.